# After the Ball (1957)
After the Ball é um filme biográfico produzido no Reino Unido, dirigido por Compton Bennett e lançado em 1957.

## Elenco
- Pat Kirkwood como Vesta Tilley
- Laurence Harvey como Walter de Frece
- Jerry Stovin como Frank Tanhill
- Jerry Verno como Harry Ball
- Clive Morton como Henry de Frece
- Marjorie Rhodes como Bessie
- Leonard Sachs como Richard Warner
- Ballard Berkeley como Andrews
- June Clyde como Lottie Gibson
- Charles Victor como Stagehand
- Tom Gill como Manager
- Peter Carlisle como Oscar Hammerstein
- George Margo como Tony Pastor
- Mark Baker como George M. Cohan
- Terry Cooke como Dan Leno Jr
- Barbara Roscoe como Patricia
- Margaret Sawyer como Little Tilley